# Microthamnium pallidum
Microthamnium pallidum là một loài Rêu trong họ Hypnaceae. Loài này được (Brid.) Broth. mô tả khoa học đầu tiên năm 1925.